# Wyckoff House
Wyckoff House est une maison historique située dans le quartier new-yorkais de Canarsie, dans l'arrondissement de Brooklyn, (États-Unis). 
Construite vers 1650, elle était composée à l'origine d'une simple pièce avec un sol en terre battue. Elle fut notamment habitée par le colon néerlandais Pieter Claesen Wyckoff (en) (mort en 1694). C'est la plus ancienne maison de New York. 
Le bâtiment est déclaré « site historique national » en 1967.